# Оптична густина
Оптична густина або оптична щільність оптичного елемента  — безрозмірнісна міра поглинання елемента для даної довжини хвилі λ:
{\displaystyle OD_{\lambda }=\log _{10}O=-\log _{10}T=-\log _{10}\left({I \over I_{0}}\right)}
| {\displaystyle O}     | = поглинання                               |
| {\displaystyle T}     | = пропускання                              |
| {\displaystyle I_{0}} | = інтенсивність пучка світла, що падає     |
| {\displaystyle I}     | = інтенсивність пучка світла, що проходить |
Чим більша оптична густина, тим менше пропускання. Оптична густина також пропорційна показнику поглинання (α): {\displaystyle OD_{\lambda }=L\alpha \,}, де {\displaystyle L\,} — довжина зразка.
Також, при описі переходу світла між двома середовищами, те з них, що має більший показник заломлення називається оптично густішим. У цьому випадку сам термін оптична густина не використовується (бо не йдеться про кількісну характеристику), а йдеться лише про більш або менш оптично густе середовище.